# Benjamin Göschl
Benjamin Göschl (* 16. November 2005 in Wien) ist ein österreichischer Fußballtorwart.

## Karriere

### Verein
Göschl begann seine Karriere beim FV Austria XIII. Im März 2014 wechselte er in die Jugend des SK Rapid Wien, bei dem er ab der Saison 2019/20 auch sämtliche Altersstufen in der Akademie durchlief. Im Mai 2021 stand er gegen die Kapfenberger SV erstmals im Kader der Reserve von Rapid. Zur Saison 2021/22 wurde er ein fester Teil der Zweitligamannschaft.
Sein Debüt für Rapid II in der 2. Liga gab er schließlich im März 2022, als er am 21. Spieltag jener Saison gegen den SC Austria Lustenau in der Startelf stand. Im April 2023 wurde sein Vertrag bei Rapid bis Sommer 2025 verlängert. Zur Saison 2024/25 rückte er in den Bundesligakader der Rapidler. Im April 2025 verlängerte Göschl seinen Vertrag bei Rapid um zwei weitere Jahre bis 2027.

### Nationalmannschaft
Göschl debütierte im Oktober 2021 gegen die Färöer für die österreichische U-17-Auswahl. Im Oktober 2022 gab er gegen Ungarn sein Debüt im U-18-Team.